# Ruth Belville

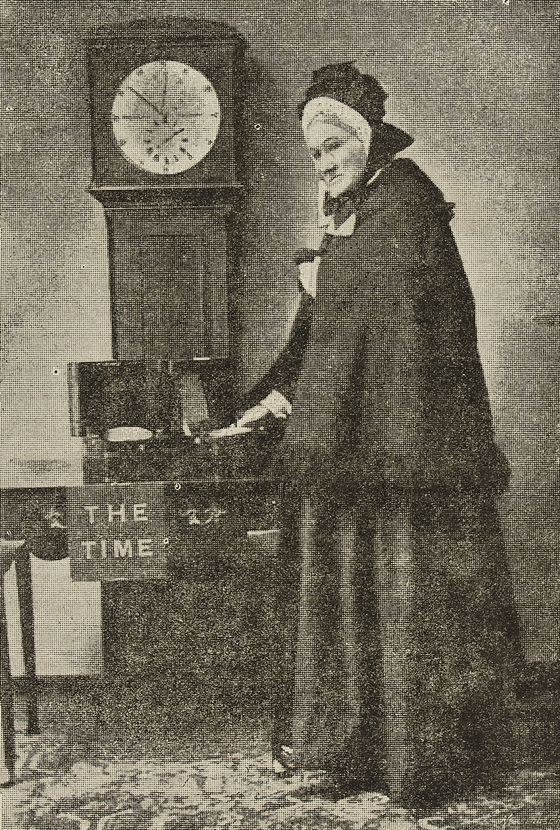
Ruth Belvilles mor 1892.

Ruth Belville, född 5 mars 1854 och död 7 december 1943, var en entreprenör från London som även kallades Greenwich Time Lady. Hon "sålde tid" genom att ställa sin egen klocka efter klockan i Greenwich och sedan ta betalt för att visa tiden för företag och privatpersoner i London.
Det var hennes far, John Henry Belville, som började verksamheten 1836 och han hade 200 klienter som prenumererade på tjänsten. Han fortsatte med verksamheten till sin död 1856 då hans hustru Mary Belville ansökte och fick tillstånd att fortsätta verksamheten. Dottern Ruth Belville tog över verksamheten 1892 och det var hon som fick mest uppmärksamhet för sitt yrke. Hon fortsatte med verksamheten fram till 1940, 86 år gammal reste hon till Greenwich för att synkronisera sin klocka nio på morgonen. En av hennes konkurrenter som telegraferade tid till sina kunder baktalade Ruth Belville på en herrklubb och talet publicerades i The Times 1908. Konkurrenten raljerade över den omoderna tekniken och insinuerade att hon "använt sin kvinnlighet" för att få kunder. Publiciteten gav ökad uppmärksamhet och ökade kundkretsen.